# Maytenus radlkoferiana
Maytenus radlkoferiana är en benvedsväxtart som beskrevs av Ludwig Eduard Theodor Loesener och Taub. Maytenus radlkoferiana ingår i släktet Maytenus och familjen Celastraceae. Inga underarter finns listade.